# Санта-Барбара (Сантандер)
Санта-Барбара (исп. Santa Bárbara) — город и муниципалитет в северо-восточной части Колумбии, на территории департамента Сантандер. Входит в состав провинции Метрополитана.

## История
Поселение, из которого позднее вырос город, было основано Хосе Марией Олайей 4 декабря 1831 года. Муниципалитет Санта-Барбара был выделен в отдельную административную единицу в 1976 году.

## Географическое положение

Муниципалитет Санта-Барбара

Город расположен в восточной части департамента, в горной местности Восточной Кордильеры, на левом берегу реки Умпала, на расстоянии приблизительно 24 километров к юго-востоку от города Букараманги, административного центра департамента. Абсолютная высота — 1913 метров над уровнем моря.
Муниципалитет Санта-Барбара граничит на севере с территорией муниципалитета Тона, на западе и юге — с муниципалитетом Пьедекуэста, на востоке — с муниципалитетом Гуака, на северо-востоке — с территорией департамента Северный Сантандер. Площадь муниципалитета составляет 224,3 км².

## Население
По данным Национального административного департамента статистики Колумбии, совокупная численность населения города и муниципалитета в 2015 году составляла 2137 человек.
Динамика численности населения муниципалитета по годам:
| 2005 | 2006 | 2007 | 2008 | 2009 | 2010 | 2011 | 2012 | 2013 | 2014 | 2015 |
| ---- | ---- | ---- | ---- | ---- | ---- | ---- | ---- | ---- | ---- | ---- |
| 2311 | 2289 | 2271 | 2253 | 2229 | 2217 | 2199 | 2186 | 2163 | 2146 | 2137 |

Согласно данным переписи 2005 года мужчины составляли 56,1 % от населения Санта-Барбары, женщины — соответственно 43,9 %. В расовом отношении белые и метисы составляли 99,9 % от населения города; негры, мулаты и райсальцы — 0,1 %.
Уровень грамотности среди всего населения составлял 87,2 %.

## Экономика
Основу экономики Санта-Барбары составляет сельское хозяйство.
58,9 % от общего числа городских и муниципальных предприятий составляют предприятия торговой сферы, 35,7 % — предприятия сферы обслуживания, 5,4 % — промышленные предприятия.